# Смоки Појнт (Вашингтон)
Смоки Појнт (енгл. Smokey Point) град је у америчкој савезној држави Вашингтон.

## Демографија
По попису из 2000. године број становника је 1.556.
| Група             | 2000.         | 2010.    |
| Белци             | 1.309 (84,1%) | 0 (0,0%) |
| Афроамериканци    | 22 (1,4%)     | 0 (0,0%) |
| Азијати           | 75 (4,8%)     | 0 (0,0%) |
| Хиспаноамериканци | 90 (5,8%)     | 0 (0,0%) |
| Укупно            | 1.556         | 0        |